# Träsket (Blidö socken, Uppland)
Träsket är en sjö i Norrtälje kommun i Uppland och ingår i Norrtäljeån-Åkerströms kustområde. Sjön har en area på 0,0916 kvadratkilometer och ligger 8,2 meter över havet.

## Delavrinningsområde
Träsket ingår i det delavrinningsområde (661398-167108) som SMHI kallar för Rinner till Yxlaområdet. Medelhöjden är 15 meter över havet och ytan är 6,39 kvadratkilometer. Det finns inga avrinningsområden uppströms utan avrinningsområdet är högsta punkten. Avrinningsområdets utflöde mynnar i havet, utan att ha någon enskild mynningsplats.